# Аженкур (Мёрт и Мозель)
Аженку́р (фр. Agincourt) — коммуна во французском департаменте Мёрт и Мозель региона Лотарингия. Относится к кантону Мальзевиль.

## География
Аженкур расположен в 6 км к северо-востоку от Нанси и в 45 км к югу от Меца. Соседние коммуны: Доммартен-су-Аманс, Летр-су-Аманс и Аманс на северо-востоке, Ланёвлотт на востоке, Сешам на юго-востоке, Пюльнуа на юге, Эссе-ле-Нанси, Доммартемон, Нанси и Мальзевиль на юго-западе, Ле-Сен-Кристоф и Эльмон на северо-западе.

## Демография
Население коммуны на 2010 год составляло 426 человек.
| 1962 | 1968 | 1975 | 1982 | 1990 | 1999 | 2010 |
| ---- | ---- | ---- | ---- | ---- | ---- | ---- |
| 252  | 276  | 310  | 358  | 412  | 396  | 426  |

## Достопримечательности
- Фортифицированный дом сеньора начала XVIII века.
- Церковь XVIII века, башня в романском стиле XII века.